# Puchol hnědý
Puchol hnědý (Diplogale hosei, syn. Hemigalus hosei) je cibetkovitá šelma žijící na Borneu, jediný zástupce rodu Diplogale. 

## Popis
Puchol hnědý dosahuje délky těla 47 až 54 cm. Hlava je úzká a protáhlá, s dlouhými vousky. Ocas měří 28–33,5 cm. Puchol hnědý se stavbou těla podobá pucholovi žíhanému (Hemigalus derbyanus), liší se však zbarvením. Svrchní partie jsou tmavě hnědé nebo černé (včetně končetin a ocasu), vždy bez jakéhokoli vzorování, spodek těla je pak šedavý, žlutavě bílý nebo lehce zrzavý. Tvář zdobí rezavě šedá skvrna a uši jsou z vnitřní strany bílé.

## Chování a ekologie
Puchol hnědý je endemit ostrova Borneo ve Velkých Sundách. Jeho přirozeným biotopem jsou zejména pralesy, vzácně se vyskytuje i ve vytěžených lesích. Není jasné, zda dovede prosperovat i v obdělávané krajině, respektive na plantážích. Pucholové obývají zejména stanoviště nad 800 metrů, celkový rozsah nadmořské výšky činí od 325 do 1 700 metrů. Největší počet záznamů pochází z malajské části Bornea, zejména z dnešního Sarawaku, přičemž ze Sarawaku pochází také typový vzorek (hora Dulit, rok 1891, nadmořská výška 1 200 metrů). Co se týče indonéské části Bornea, v 10. letech 21. století byl tento druh zaznamenán v pohoří Schwaner, a to navíc v rekordně nízké nadmořské výšce 325 metrů. V Bruneji byl výskyt pucholů potvrzen v národním parku Ulu Temburung.
Puchol hnědý patří mezi nejméně probádané druhy cibetek a jeho návyky zůstávají obestřeny tajemstvím, ačkoli zjevně jde o pozemního nočního savce – samotáře. Jedna samice chovaná v zajetí konzumovala různou masitou potravu, ale odmítala se krmit ovocem nebo rýží. Velmi dlouhé vousky a tlapy s ochlupenými polštářky a částečně vyvinutými plovacími blánami naznačují, že ve volné přírodě si mohou pucholové část potravy shánět ve vodě.

## Ohrožení
Mezinárodní svaz ochrany přírody (IUCN) hodnotí puchola hnědého ve svém vyhodnocení stavu ohrožení z roku 2015 jako zranitelný taxon, ovšem dílem z preventivních důvodů: stav populací těchto cibetek zůstává jen velmi špatně znám. Obecně lze shrnout, že se jedná o vzácný druh s pravděpodobně nerovnoměrným výskytem a nízkou populační hustotou. Celkový počet jedinců podle odhadů IUCN zřejmě nepřesahuje 10 tisíc kusů. Kvůli tomu se na populacích pucholů může negativně odrazit ztráta biotopů či lovecké praktiky, ačkoli výše položené oblasti Bornea nejsou ohroženy odlesňováním a jinými lidskými aktivitami natolik jako lesy v nížinách. Zákonné ochrany se tomuto druhu dostává pouze v malajské části Bornea, jinak není uveden ani v seznamu CITES. Ačkoli byl jeho výskyt potvrzen i v několika národních parcích, stav zdejších populací zůstává neznámý.